# 屠寄

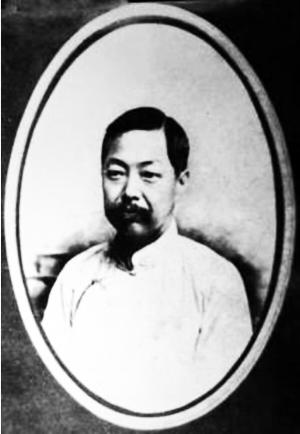
屠寄

屠寄（1856年—1921年），字敬山，一字景山，号结一宦主人，江苏武进人。清末民初官员、学者。

## 生平
光绪十八年（1892年）中进士，同年五月，改翰林院庶吉士；光緒二十年四月，散館，著以部属用。之后曾任浙江淳安知县、工部候补主事。 光绪二十一年（1895年）应钦差大臣延茂之邀赴黑龙江，于同年10月抵达齐齐哈尔。光绪二十二年（1896年），延茂要回京，但清政府会典馆咨文要求测绘黑龙江地图，而黑龙江又缺乏这方面的人才。时任黑龙江将军的恩泽奏准朝廷允准，留下屠寄擔任黑龙江舆图总纂，主持测绘和纂修事宜。不久改舆图总局为通志局，并预聘屠寄为通志局总纂。同年10月，成立了黑龙江舆图局兼通志局。屠寄于1900年离开黑龙江，并于1905年担任浙江淳安县令。
辛亥革命前夕，屠寄回到常州，与中国同盟会会员、长子屠宽及朱溥恩等人组织常州的革命力量，担任武阳教育会会长、武阳农会会长，并发动常州府中学堂学生参与革命活动。辛亥革命爆发后，屠寄参与光复常州。
常州光复后，屠寄被公推为武进县民政长，任内整饬地方赋税，禁烟，禁赌，兴办学校，革除陋习。1913年，袁世凯的北京政府任命其为武进县知事，但屠寄拒绝，并辞职归家，专门从事蒙古史研究。1917年，应蔡元培邀请，到北京担任国史馆总纂，同时遥领武进县志总纂。1920年，返回常州，此后历任武进县水利总董、武进县积谷总董、武进红十字会第一任会长。为了消除常州北门水患，屠寄出任北塘河工局总董，筹资开河。为节省开支，他每天都亲自在河堤上工作，最后北塘河开好，屠寄却累倒，于1921年病逝，享年66岁。

## 著作
光绪十四年（1888年）入张之洞幕府，任广东舆图局总纂，主修《广东舆地图》，并任广雅书局编审。
光绪二十四年（1898年）将黑龙江六城的草图全部绘制完毕。第二年完成了黑龙江舆图的审修及“黑龙江图说”的撰写。 但纂修《黑龙江通志》的工作因种种原因未能完成。
辑《常州骈体文录》三十卷，是常州乡里征献。有《蒙兀儿史记》五十卷，参照《元朝秘史》及西方史料，证以亲历调查，对于《元史》大加补订，有很高的參考價值，其中有本纪、列传、世系表以及地理志部分，其馀的有綱目但无內容，尚待后人补辑。在《蒙兀儿史记》中，屠寄提出了四等人制的說法。
清末新政期间，他融入自己多年的教学和治学经验为中学撰写教科书《中国地理学教科书》。此后经清朝学部审定并以《中国地理教科书》之名发行。

## 家庭
屠寄輯有《屠氏毗陵支譜》
- 正室：劉夫人，武進西營劉氏，縣庠生、候選直隸州知州攝理福建汀州府寧化縣知縣劉紹沅三女。
- 长子：屠宽。